# Троща (Вінницький район)
Тро́ща — село в Україні, у Липовецькій міській громаді Вінницького району Вінницької області. Населення становить 340 осіб. У селі працює Трощанська бібліотека, яка обслуговує 2 села — Трощу та Гордіївку. У селі також є так звана Гуральня, на якій проводяться розкопки і є могили невідомим солдатам.

## Історія
Люди селилися тут здавна, про що свідчать залишки городища Готської імперії. У 1605 році тут стояла пасіка сотника Куземка, розграбована під час нападу липовецького старости. Вперше слобода Трощинці згадується у 1613, а як село — у 1618 році. З 1623 року назва поселення Трощин, а з XVIII ст. і донині — село Троща.
За легендою, тут була Дубина, де «трощили» ліс (що відображено в гербі села: сокира між дубовими листками). За архівними даними, Татарська і Товста діброви належала до Жорницького маєтку королівського секретаря Л. Пясочинського.
У 1752 році в селі зведена церква. Ці землі належали до володінь липовецького графа Л. Струтинського, а пізніше — місцевих поміщиків Запольських.
З 1870 року існувала церковно-приходська школа, а у 1895 році Протоієрей В. Липківський заснував тут Трощанську второкласну школу для учителів усього Липовецького повіту.
У 1922 році в Трощі утворений перший на теренах Липовеччини колгосп «Зірка». Чимало допомагав людям пізніше утворений радгосп.
Під час Голодомору 1932—1933 років померло близько сотні мешканців, були випадки людоїдства. Ще 129 сільчан не повернулося з фронтів II світової війни, 60 взято до німецької неволі, 12 там загинули, 6 чол. розстріляли.
Трощу звільниено 12 березня 1944 року. У 1950 році утворено об'єднаний колгосп Трощі і Гордіївки, який проіснував з деякими перервами до 2000 року.
У Трощі народилися перші «колумби»-льотчики Російської імперії брати Борис і Григорій Дегтярі, повстанський отаман Теофіл Король, головний редактор республіканських журналів О. Сидоренко, міністр закорд. справ УРСР Л. Паламарчук, заслужений учитель України О. Іскра, доктор медичних наук П. Гудзь, у Гордіївці — Герой Радянського Союзу С Васюта.
12 червня 2020 року, розпорядженням Кабінету Міністрів України № 707-р «Про визначення адміністративних центрів та затвердження територій територіальних громад Вінницької області», увійшло в Липовецьку міську громаду.
17 липня 2020 року, в результаті адміністративно-територіальної реформи та ліквідації Липовецького району, село увійшло до складу Вінницького району.

## Видатні уродженці
- Паламарчук Лука Хомич — український радянський дипломат, Міністр закордонних справ СРСР.
- Сидоренко Олександр Петрович — український радянський журналіст, відповідальний редактор газет «Колгоспне село» і «Радянська Україна», редактор журналу «Хлібороб України». Кандидат у члени ЦК КП(б)У у вересні 1952 — лютому 1960 р. Депутат Верховної Ради УРСР 3—4-го скликань.